# Sharon Case
Sharon Case (Detroit, 9 febbraio 1971) è un'attrice statunitense.
Nota per i ruoli di Dawn Winthrop in General Hospital, di Debbie Simon in Così gira il mondo e di Sharon Newman in Febbre d'amore.

## Carriera
Nel 1989 entra nel cast della soap opera General Hospital nel ruolo di Dawn Winthrop restando fino al 1990. Nel 1991 interpreta per due puntate il ruolo di Darla Dillon nella serie televisiva Beverly Hills 90210. Dal 1992 al 1993 interpreta Debbie Simon nella soap opera Così gira il mondo. Dal 1994 interpreta Sharon Newman nella soap opera Febbre d'amore ruolo che ricopre tutt'ora. 

## Filmografia parziale

### Cinema
- Sete di giustizia (Diplomatic Immunity), regia di Peter Maris (1991)
- Carpool Guy, regia di Corbin Bernsen (2005)

### Televisione
- General Hospital - 66 episodi (1989-1990)
- Beverly Hills 90210 (Beverly Hills, 90210) - 2 episodi (1990)
- Così gira il mondo (As the World Turns) - 6 episodi (1983-1993)
- Febbre d'amore (The Young and the Restless) - 3142 episodi (1994-in corso)
- Hollywood - La valle delle bambole (Valley of the Dolls) - 65 episodi (1994)
- Cenerentola a New York (Time of Your Life) - 2 episodi (2000)
- Papà per due (Dad's Home) - film TV (2010)

## Doppiatrici italiane
- Patrizia Mottola in Febbre d'amore

## Premi
- Daytime Emmy Award
  - 1999: "Outstanding Supporting Actress in a Drama Series"
- Soap Opera Digest Awards
  - 1998: "Hottest Female Star"
- Soap Hub Awards
  - 2020: "Favorite The Young and the Restless Actress"
- TV Soap Golden Boomerang Award
  - 2003: "Younger Female Star"
- Soap Awards France
  - 2018: "Best Actress of the Year"
  - 2019: "Best International Actor / Actress"
  - 2021: "Best International Actress"